# Pítane
|  | Aquest article tracta sobre el personatge mitològic. Si cerqueu la ciutat de Pítane, vegeu «Pítana». |

Segons la mitologia grega, Pítane (en grec antic: Πιτάνη) va ser una nimfa, filla del déu-riu Eurotas.
Es va unir amb Posidó i d'aquesta relació va néixer Evadne (que alguns consideren filla d'Èpit, perquè de petita, Evadne va ser abandonada per la seva mare i recollida per Èpit). Segons una altra versió, Pítane va fer portar Evadne en secret a Èpit que la va criar. Va donar nom a una ciutat de Lacònia, Pítana.
Una altra heroïna amb el nom de Pítane va ser una amazona que va fundar la ciutat de Pítana a Mísia, i també les ciutats de Cime i de Priene.